# Szpital Murcki
Szpital Murcki – Szpital jest położony w południowej dzielnicy Katowic w pięknym, rozległym parku. Budynki mają charakter pawilonowy, a warunki terenowe porównywalne są do ośrodków sanatoryjnych.

## Historia szpitala
Historia murckowskiego szpitala wiąże się głównie z górnictwem węgla kamiennego. Sto lat temu Pszczyńskie Bractwo Górnicze wydzierżawiło od księcia pszczyńskiego cały teren oraz budynki wchodzące w skład szpitala. Tworzenia Spółek Brackich to czasy wyszukiwania ogólnodostępnych środków ochrony przed niebezpieczeństwami, które zagrażają człowiekowi m.in. niezdolnością do wykonywania pracy, chorobami, kalectwem i śmiercią. Dziesięć lat później Bractwo Górnicze wykupiło od Księcia Pszczyńskiego lecznicę, płacąc około ćwierć miliona złotych w złocie. Tuż przed II wojną światową cały kompleks budynków liczył 115 łóżek, a placówka mogła poszczycić się bardzo dobrymi wynikami leczenia. W czasie wojny przyjmowano tu głównie żołnierzy niemieckich z chorobami wenerycznymi i skórnymi, a także jeńców wojennych ze znajdującego się na terenie szpitala obozu – głównie Francuzów. Po wojnie władza ludowa zdecydowała o rozbudowie szpitala. Placówka funkcjonowała już jako 200 łóżkowa lecznica. Powiększyła się również o nowe oddziały i Dom Pielęgniarek.

### Lata powojenne (1945-1998)
Po wojnie szpital zostaje powiększony do 200 łóżek. Wszystkie budynki zostały unowocześnione i rozbudowane. Do pawilonu chirurgiczno-ortopedycznego dobudowano skrzydło, w którym znalazły się: duży dział rehabilitacji, dwudziestołóżkowy odcinek Oddziału Ortopedii, gabinety specjalistyczne, świetlica oraz pomieszczenia pomocnicze. Powstaje także Dom Pielęgniarek. Wszystko to powstało dzięki pomocy górnictwa
1945 – dr med. Mieczysław Wętka bierze na siebie pełną odpowiedzialność za prowadzenia szpitala, zostaje jego dyrektorem i ordynatorem oddziału chirurgicznego
1951 – szpital zostaje uzależniony od Wydziału Zdrowia Prezydium Powiatowej Rady Narodowej w Tychach i zdobywa rangę szpitala miejskiego.
1974 – Jerzy Ziętek oraz Jan Mitręga, Minister Górnictwa, podpisują porozumienie. Placówka otrzymuje status szpitala górniczego i zakłada jego rozbudowę do 500 łóżek.
1975 – szpital zostaje włączony w struktury Górniczego Zespołu Opieki Zdrowotnej w Katowicach.
1998 – placówka istnieje pod nazwą Szpital Rejonowy Murcki–Janów w Katowicach.

### Historia najnowsza
W lutym 1999 r. szpital zostaje włączony w struktury Miasta Katowice. 14 lat później powstaje Szpital Murcki Sp. z o.o. zaopatrzony w  prawie 17 mln zł.
W czasie funkcjonowania spółki Miasto Katowice dokapitalizowało ją łącznie kwotą 12 mln zł.
1999 – szpital zostaje oddany Miastu Katowice.
2001 – przyłączenie do szpitala w Murckach Oddziału Reumatologicznego oraz Zakładu Pielęgnacyjno – Opiekuńczego, nazwa zostaje zmieniona na Samodzielny Publiczny Zakład Opieki Zdrowotnej Szpital Miejski Murcki w Katowicach.
2013 – Samodzielny Publiczny Zakład Opieki Zdrowotnej Szpital Miejski Murcki zostaje przekształcony w Szpital Murcki Sp. z o.o. Funkcjonuje on do dziś.
2017 – zostaje opracowany plan naprawczo-rozwojowy Szpitala Murcki Sp. z o.o.. Jego głównym założeniem jest budowa nowego budynku z centralną izbą przyjęć, gdzie zostaną przeniesiony oddziały o charakterze ostrym oraz baza diagnostyczna. Plan zakłada, że szpital ulegnie rozbudowie, modernizacji i unowocześnieniu działalności, głównie poprzez zwiększenie bazy łóżkowej w Zakładzie Pielęgnacyjno-Opiekuńczym oraz zwiększenie usług z zakresu rehabilitacji.
Każdego roku placówka hospitalizuje ponad 5000 chorych, przeprowadza około 1500 operacji i udziela ponad 36000 porad lekarskich.

## Dyrektorzy szpitalu w Murckach
Od początków istnienia, szpital miał tylko sześciu dyrektorów Przed wojną byli to Eugeniusz Bozian, a potem Edward Zahorski. Od 1945 roku przez 27 lat szefem szpitala był dr Mieczysław Wętka. Jego następca – dr Jerzy Borys – był na stanowisku dyrektora tylko rok krócej. Od 1998 do emerytury dyrektorką była dr Krystyna Zakrzewska-Majcher, potem przyszedł Krzysztof Zaczek, dziś prezes zarządu.

## Oddziały szpitalne
Szpitalu Murcki Sp. z o.o. w Katowicach składa się z ośmiu oddziałów szpitalnych:
- Oddział Chirurgii Ogólnej
- Oddział Chirurgii Urazowo – Ortopedycznej
- Oddział Internistyczny
- Oddział Neurologii
- Oddział Rehabilitacji
- Oddział Rehabilitacji Neurologicznej
- Oddział Rehabilitacji Kardiologicznej
- Oddział Reumatologii[5]